# Загряжский, Яков Иванович
Яков Иванович Загряжский (? — 1668) — дворянин московский.

## Биография
В 1636 году значился дворянином московским. В 1646 году переписывал земли Ржево-Владимирского уезда; в 1651 был судьей приказа Земского двора; в 1654 заведовал сбором для ратного дела дворян и детей боярских; в 1654—1655 гг. был судьёй Каменного приказа, а в 1655 — вторым судьёй в приказе Хлебного сбора; в 1655—1656 гг. — пристав у шведских послов, а в 1662 году — пристав у послов немецкого императора, когда они смотрели вербы (перед Вербным воскресением), а также на отпуске их у царя Алексея Михайловича.
Умер в 1668 году бездетным.